# Північнокорейська культурна мова
Північнокоре́йська культу́рна мо́ва або мунхвао (кор. : 문화어; ханча: 文化 語)— стандартна версія корейської мови в Корейській Народно-Демократичній Республіці.
Згідно з «Словником корейської мови»(조선말대사전) (1992), «столиця революції є центром революційної столиці під керівництвом партії суверенного класу, і, виходячи зі слів столиці, вона є революційно вишуканим і красиво пристосованим до прагнень та життєвих почуттів робітничого класу. Культивована мова». Крім того, згідно із загальним правилом «Закону про вимову культурної мови» у «Відповідності стандартам корейської мови» (1998), «метод вимови корейської мови базується на вимові культурних слів, досягнутих на основі пхеньянського діалекту, адже Пхеньян- столиця революції». Згідно з цими правилами, мова Корейської Народно-Демократичної Республіки базується на мові Пхеньяна. Однак, беручи до уваги історичні передумови встановлення стандартної мови, культурна мова базується не на чистому діалекті Пхеньяна, а на центральному діалекті Сеула, з додаванням елементів діалектики Пхеньяна та впорядкування словникового складу завдяки вдосконаленню.

## Передумови
У 1945 році Корейське мовне товариство (Сучасне корейське мовне товариство), приватна академічна організація, продовжили роботу над  «Корейським планом об'єднання правопису» (1933) та «Оцінено корейськими стандартними голосними» (1936). Оскільки стандартна мова, оцінена Корейським мовним товариством, була встановлена як «мова Сеула, що використовується в суспільстві середнього класу», стандартна мова 38-го північнокорейського регіону на той час також слідувала цьому. В 1954 році Корейська Народно-Демократична Республіка встановила «Корейський метод правопису» як метод правопису замість «Плану уніфікації правопису Кореї», але на цьому етапі раніше застосовувалося колишнє поняття «стандартна мова». (Заголовок глави 6 — «Стандартний метод вимови та правопис, пов'язаний зі стандартними мовами».) З іншого боку, у «Корейському методі правопису» було використано 13 стандартних слів, таких як «яйце → куряче яйце». Були внесені деякі зміни відповідно до ситуації з використанням мови Республіки.

У 60-х роках у Корейській Народно-Демократичній Республіці виникла так звана ідея чучхе, і в той же час мовна політика також апелювала до незалежності КНДР. Тим часом, 14 травня 1966 року Кім Ір Сен опублікував «Про відродження національних характеристик корейської мови». Основна мета цього — сприяти очищенню корейської мови, замінюючи непотрібні іноземні мови та складні китайські ієрогліфи, введені англійською, японською тощо, замінюються власною мовою.

«    Слово „стандартна мова“ слід змінити на інше. Не обов'язково писати „стандартна мова“, оскільки це може бути неправильно зрозуміле (стандартна мова Сеула) . Правильно, що ми, ті хто будує соціалізм, називаємо свою мову, розробленою на основі революційної столиці, Пхеньяну, іншою назвою, ніж „стандартна мова“. Слово „культурна мова“ теж не дуже влучно, але краще переписати його так.»
Таким чином, здається, що назва «культурна мова» у КНДР була сформована, щоб відрізнити від «стандартної мови», заснованої на мові Сеула.

## Огляд
Як видно вище культурна мова базується на мові Пхеньяна, але важко сказати, що пхеньянський діалект був введений і сформований таким, яким він є зараз. Стандартна мова, модифікована шляхом прийняття вишуканої мови на основі стандартної мови (на основі діалекту Сеула), визначеного Корейським мовним товариством, або модифікована шляхом прийняття деяких елементів діалектики Пхеньяна, може бути сприйнята або сказана як культурна мова. Діалекти Пхеньяна та Сеула спочатку були досить схожими, але акцент значно змінився через наслідки поділу Північної та Південної Кореї.

### Фонологія
Характерна особливість Північно-Західного діалекту, що застосовувався в колишній провінції Пхьонан, включаючи Пхеньян, є непалатальний звук «т» (корейською:ㄷ)  при якому «т» (корейською:ㄷ), перед яким «і» (корейською: 이) або напівголосний у сучасний корейський період було змінено на «ч» (корейською: ㅈ). Наприклад, у сеульському діалекті «Дьотха»(корейською:둏다) в середні віки «т» (корейською:ㄷ) палаталізується, щоб стати «Чотха»(корейською: 좋다), але в діалекті Пхеньяну, «т» (корейською:ㄷ) зберігається як у «Дотха»(корейською:돟다). Крім того, у діалекті Пхеньяна не виключається початкова приголосна «н» (корейською: ㄴ), що передує «і» (корейською: 이), або напівголосна . Наприклад, діалект Пхеньяна — «ні» (корейською: 니), а сеульський — «і» (корейською: 이). Однак культурна мова не відображає типових фонологічних характеристик діалекту Пхеньяна, але вона відображає ті самі фонологічні характеристики, що і стандартна мова, встановлена Корейським мовним товариством, тобто ті самі характеристики, що і діалект Сеула.

### Словник
Словник — це частина, яка значно відрізняється від корейської стандартної мови. Як фактор, є два моменти:
- різні соціальні терміни змінилися через різницю в соціальних інститутах;
- відмінності в словниковому запасі виникли внаслідок вдосконалення різних корейських мов.

Якщо поглянути на різницю, обумовлену діалектами, ви зможете побачити словниковий запас, який, як вважається, є типом діалекту Пхеньян з певної лексики.
- кукурудза — «каннені» (кор. пхеньянський діалект강냉이) ― «оксусу» (кор. 옥수수)
- ламати щось — «масида» (кор. пхеньянський діалект마스다) ― «пусуда»(кор. 부수다)
- дешевий — «нукда» (кор. пхеньянський діалект눅다) ― «ссада» (кор. 싸다)

## Особливості

### Приклад перетворення іноземної мови на культурну
У Південній Кореї словниковий запас включає в себе іноземні мови, наприклад англійську (конгліш), у Північній Кореї ж використовується чиста рідна мова або китайські ієрогліфи.
- Фен — 건발기 «конбальгі» (стандартна мова: 헤어드라이어-«хеодраіо», англ. Hair Dryer)
- Телеканал — 텔레비죤 통로 «теллебічьон тонно» (стандартна мова: 텔레비전 채널 «теллебічон ченоль», англ. Television Channel)
- Сопрано(жіночі високі частоти) — 녀성고음 «ньосонкоим» (стандартна мова: 소프라노 «сопрано», італ. Soprano)
- Баритон(чоловічі півтони) — 남성중음 «намсончуним» (стандартна мова: 바리톤 «барітон», англ. Baritone)
- Бас(чоловічий бас) — 남성저음 «намсончоим» (стандартна мова: 베이스 «беіс», англ. Bass
- Сукня — 나리옷 «наріот» (стандартна мова: 드레스 «дрес», англ. dress)
- Відеомагнітофон — 록화기 «рокхвагі»(стандартна мова: 비디오 테이프 레코더 «бідіо тхеіп рекодо», англ. Video Tape Recorder, VTR
- Пастель — 그림분필 «кирімпунпхіль» (стандартна мова: 파스텔 «пхастель», англ. pastel)
- Туш для вій — 눈썹먹 «нунсопмок» (стандартна мова: 마스카라 «маскара», англ. Mascara)
- Гамбургер — 고기 겹빵 «когі кьоппан»(стандартна мова: 햄버거 «хембого», англ. Hamburger)
- Сік —  과즙물 «квачипмуль»(стандартна мова:주스 «джус», англ. juice)

### Позначення іноземною мовою
Іншомовні слова, введені в іноземні мови, пишуться китайською, англійською та японською мовами, а позначення назв інших країн подібне до їх позначення в українській мові. Це зумовлено тим, що на корейську стандартну мову впливала англійська мова, а на культурну мову, стандартну мову Корейської Народно-Демократичної Республіки, впливали колишні комуністичні країни, такі як Росія. Що стосується назви країни, на стандартну мову впливає англійська, тоді як культурна мова, як правило, поважає мову оригіналу.
- Трактор — 뜨락또르 «тирактор» (рос.: трактор, стандартна мова : 트랙터 «тхректо»)
- Ковбаса — 꼴바싸 «кколбаса» (рос. : колбаса, стандартна мова : 소시지 «сосідж»)
- Компанія — 깜빠니아 (рос. : кампания, стандартна мова: 캠페인 «кемпеін»)
- Комп'ютер — 콤퓨터 «компхютхо» (англ. : Computer, стандартна мова: 컴퓨터"компхютхо")
- Радіо — 라지오 «рачіо» (яп.: ラジオ, стандартна мова: 라디오 «радіо»)
- Відео — 비데오 «бідео» (яп. : ビデオ, стандартна мова: 비디오 «бідіо»)
- Вірус — 비루스 «бірус» (англ. : Virus, стандартна мова: 바이러스 «баірос»)

### Позначення назви країни
- Сербія — 쓰르비아, 쎄르비아 «Сирибіа, Серибіа»
- Канада — 카나다 «Кханада»
- Італія — 이딸리아 «Ітталія»
- Австралія — 오스트랄리아 «Остхраліа»
- Іспанія — 에스빠냐 «Есипаня»
- Польща — 뽈스까 «Польсикка»
- Таїланд — 타이 «Тхаі»
- Катар — 까타르 «Ккатар»
- Перу — 뻬루 «Пперу»
- Мексика — 메히꼬 «Мехікко»
- Куба — 꾸바 «Ккуба»
- Бангладеш — 방글라데슈 «Банкиладесю»
- Португалія — 뽀르뚜갈 «Ппорттугаль»

### Скорочення китайських ієрогліфів
У мовній політиці Корейської Народно-Демократичної Республіки морфологія застосовувалася до китайських приголосних, і китайські приголосні з тими самими китайськими ієрогліфами завжди вимовлялися однаково в будь-якому місці слова '녀, 뇨, 뉴, 니' (ня, ньо, ню, ні)). Тому в культурній мові застосовується метод написання оригінального звучання китайської приголосної. Однак, оскільки Корея застосовує двозвучне правило і до китайських ієрогліфів, щоб зменшити мовну плутанину, спричинену цією різницею, зусилля щодо інтеграції мов докладаються різними способами.